# 默塞德縣
默塞德县（英語：Merced County）是美国加利福尼亚州中央谷地的一個郡份，地理位置大約在加州的正中央，舊金山灣區的東南方。總面積5,107平方公里，根據2020年美國人口普查，共有人口28萬1,202人。縣政府位於同名城市美熹德（Merced）。該縣成立於1855年，縣名來自美熹德河。
許多在舊金山灣區工作的人們選擇在此縣裡的洛斯巴諾斯（Los Banos）購置房屋，因為這裡的房屋價格比灣區裡便宜許多。但是他們卻須每天來回通勤超過兩個小時到灣區上班，也造成連接這兩地的道路經常堵塞，也間接造成這道路上比平均高的肇事率。

## 地理
根據2000年人口普查，美熹德郡占有面積1,971.87平方英里（5,107.1平方），其中1,928.69平方英里（4,995.3平方）（或97.81%）是陸地，43.18平方英里（111.8平方）（或2.19%）是水體。

### 建制市
| 自治体（市/镇）         | 成立年份 | 人口（2018） |
| ----------------------- | -------- | ------------ |
| 阿特沃特（Atwater）     | 1922     | 29,479       |
| 多斯帕洛斯（Dos Palos） | 1935     | 5,520        |
| 加斯廷（Gustine）       | 1915     | 5,855        |
| 利文斯顿（Livingston）  | 1922     | 14,427       |
| 洛斯巴诺斯（Los Banos） | 1907     | 40,074       |
| 默塞德／美熹德（Merced）  | 1889     | 83,316       |

## 引用參考
1. ↑  . United States Census.   [2011-02-13]. （原始内容存档于2012-06-06）.